# Pāramitā
En el budismo, los Pāramitā o Pāramī (sánscrito y pāli respectivamente) son virtudes o perfecciones que se deben cumplir para purificar el karma y vivir una vida sin obstrucciones en el camino al bodhisattva (iluminación). 
El término pāramitā o pāramī significa "perfecto" o "perfección".
| Perfecciones budistas | generosidad | honestidad | paciencia | sabiduría | esfuerzo | amabilidad | renuncia  | determinación | sinceridad | ecuanimidad |
| --------------------- | ----------- | ---------- | --------- | --------- | -------- | ---------- | --------- | ------------- | ---------- | ----------- |
| 10 pāramī             | dāna        | sīla       | khanti    | prajñā    | virjá    | metta      | nekkhamma | adhitthana    | sacca      | upekkhā     |
| 6 pāramitā            | dāna        | sīla       | Kshanti   | prajñā    | virja    | dhyana     | -         | -             | -          | -           |

## Paramitas en el budismo Theravada
Las enseñanzas Theravāda de los Paramitas se encuentran en libros (Buddhavamsa, Jatakas y Avadanas) y comentarios que han sido añadidos al Canon Pali posteriormente, y por lo tanto no pertenecen a las enseñanzas originales del Theravada. Igualmente, las partes más antiguas del Sutta-pitaka (por ejemplo Majjhima Nikaya, Dīgha Nikāya, Samyutta Nikaya y el Anguttara Nikaya) no hacen ninguna mención a los paramitas. Algunos eruditos incluso se refieren a la enseñanza de los Paramitas como semi-Mahayana enseñando que fueron añadidos a las escrituras posteriormente, con el fin de atraer los intereses y las necesidades de la comunidad laica y popularizar su religión.